# Меджедович, Хамад
Хамад Меджедович (серб. Хамад Међедовић, род. 18 июля 2003, Нови-Пазар, Сербия и Черногория) — сербский теннисист. Победитель молодёжного турнира Next Generation ATP Finals (2023).

## Биография
Этнический босниец Меджедович родился в Нови-Пазаре, который в то время входил в состав Сербии и Черногории. Впервые встретился с соотечественником Новаком Джоковичем в возрасте девяти, а в возрасте 16 лет начал с ним тренироваться. Джокович взял на себя некоторые финансовые обязательства по поддержке молодого теннисиста.

## Спортивная карьера
В 2021 году Меджедович дебютировал в основной сетке турнира ATP на турнире в Белграде, получив уайлд-кард в основной турнир в одиночном и парном разрядах.
В 2022 году Меджедович вышел в финал «Челленджера» в Люденшайде, обыграв по пути Марко Чеккинато и Николаса Ярри. Затем он победил Чжан Чжичжэня менее чем за час в финале и выиграл свой первый титул.
В феврале 2023 года Меджедович дебютировал в Кубке Дэвиса, обыграв Виктора Дурасовича в матче против Норвегии, а Сербия одержала общую победу со счетом 4:0.
В марте 2023 года Меджедович выиграл свой второй титул на «Челленджере» в Секешфехерваре, победив Нино Сердарушича в финале в двух сетах. Третий титул был завоеван на «Челленджере» в Верхней Австрии, где серб победил трех австрийцев, включая Доминика Тима в полуфинале и Филипа Мисолича в финале. В 19 лет и 9 месяцев Хамад стал третьим сербским теннисистом, выигравшим 3 титула в истории «челленджеров».
В мае 2023 года Меджедович дебютировал на турнирах Большого шлема на Открытом чемпионате Франции, где прошел в основную сетку благодаря победам в квалификации над Иваном Гаховым, Хуаном Мануэлем Серундоло и Йеспером де Йонгом. В первом раунде основного турнира уступил американцу Маркосу Гирону.
В июле 2023 года Меджедович дебютировал на Уимблдоне, где снова прошел квалификацию, но в первом раунде основной сетки проиграл Кристоферу О’Коннеллу.
Свой первый полуфинал в ATP-туре серб сыграл на турнире в Гштааде. Он обыграл Чжана Чжичжэня в первом раунде, Доминика Тима во втором и четвертого сеяного Янника Ханфмана в четвертьфинале. Проиграл же только будущему чемпиону Педро Качину.
В сентябре 2023 года Хамад выиграл свой четвертый титул на «челленджере» на Майорке, победив в финале Арольда Майо. В дальнейшем, получил уайлд-кард на турнир в Астане, где дошел до полуфинала, победив седьмого сеяного Ласло Дьере в первом раунде и Александра Шевченко во втором, в четвертьфинале был повержен четвертый сеяный Иржи Легечка. В полуфинале он проиграл пятому сеяному Себастьяну Корде в трех сетах с тремя тай-брейками. В ноябре 2023 года Меджедович прошел квалификацию на турнир Next Generation ATP Finals 2023 и выиграл титул.
Меджедович в 2024 году дебютировал на турнире серии Мастерс в Мадриде и одержал свою первую победу над Александром Ковачевичем. На следующем Мастерсе в Риме он впервые дошел до третьего раунда, победив Алексея Попырина и 30-го сеяного Алехандро Давидовича Фокину.
В мае 2024 года на Открытом чемпионате Франции Меджедович победил в квалификации и вышел в основную сетку турнира. В первом раунде он встречался с итальянцем Флавио Коболли и в четырёх сетах уступил ему.
В ноябре 2024 года впервые в карьере дошёл до финала турнира ATP — в решающем матче на харде в Белграде Меджежович проиграл Денису Шаповалову (4-6 4-6).
В начале января 2025 года выиграл «челленджер» в португальском Оэйраше. В конце января в матче Кубка Дэвиса обыграл 12-ю ракетку мира Хольгера Руне, но уступил 149-й ракетке мира Эльмеру Мёллеру.
В феврале 2025 года в Марселе второй раз в карьере дошёл до финала турнира ATP. В полуфинале разгромил 8-ю ракетку мира Даниила Медведева 6-3 6-2. На этот раз в решающем матче проиграл Юго Умберу.
На Открытом чемпионате Франции 2025 года выиграл свой первый матч в основной сетке турниров Большого шлема. В первом круге Меджежович переиграл в трёх сетах Камиля Майхшака.

## Рейтинг на конец года
| Год  | Одиночный рейтинг | Парный рейтинг |
| 2024 | 114               |                |
| 2023 | 113               | 1356           |
| 2022 | 255               |                |
| 2021 | 669               | 1300           |
| 2020 | 1354              | 1833           |
| 2019 | 1581              | 1915           |

## Выступления на турнирах

### Финалы турнировATPв одиночном разряде (2)

#### Поражения (2)
| Легенда                    |
| -------------------------- |
| Турниры Большого шлема (0) |
| Итоговый турнир ATP (0)    |
| Мастерс (0)                |
| АТР 500 (0)                |
| АТР 250 (0)                |

| №  | Дата            | Турнир           | Покрытие   | Соперник в финале | Счёт       |
| 1. | 9 ноября 2024   | Белград, Сербия  | Хард (зал) | Денис Шаповалов   | 4-6 4-6    |
| 2. | 16 февраля 2025 | Марсель, Франция | Хард (зал) | Юго Эмбер         | 6-7(4) 4-6 |

### Финалы выставочных турнировATPв одиночном разряде (1)

#### Победа (1)
| №  | Дата           | Турнир                                        | Покрытие   | Соперник в финале | Счёт                      |
| 1. | 2 декабря 2023 | Финал ATP среди теннисистов не старше 21 года | Хард (зал) | Артюр Фис         | 3-4(6) 4-1 4-2 3-4(9) 4-1 |